# Pollia wagneri
Pollia wagneri is een slakkensoort uit de familie van de Buccinidae. De wetenschappelijke naam van de soort is voor het eerst geldig gepubliceerd in 1839 door Anton.